# Metamorfose (muziek)
Metamorfose in de muziek verwijst weer terug naar de algemene term Metamorfose.
Hierbij kan gedacht worden aan:
- het arrangeren van een eigen thema binnen één totale compositie;
- het arrangeren van een eigen thema naar een nieuwe compositie;
- het arrangeren van een thema van een andere componist en daaruit een nieuwe compositie schrijven.

## Voorbeelden
- Metamorfosen (Sallinen);
- Metamorphosen (R. Strauss);
- Grave, metamorfoses voor cello en piano of strijkorkest van Witold Lutosławski.